# Gregg Boddy
Gregg Allan Boddy (né le 19 mars 1949 à Ponoka, dans la province de l'Alberta au Canada) est un joueur professionnel canadien de hockey sur glace qui évoluait en position de défenseur.
En 1969, il est choisi par les Kings de Los Angeles lors du repêchage amateur de la Ligue nationale de hockey (LNH). Au cours de sa carrière, il joue cinq saisons pour les Canucks de Vancouver dans la LNH, puis une saison en Association mondiale de hockey (AMH) pour les Mariners de San Diego et les Oilers d'Edmonton.

## Biographie
Gregg Boddy pratique son hockey junior avec les Oil Kings d'Edmonton lors des trois saisons inaugurales de la Ligue de hockey de l'Ouest (LHOu), alors appelée Ligue canadienne de hockey junior majeur lors de sa première saison puis Ligue de hockey de l'Ouest canadien. De par son jeu défensif, il gagne le respect de ses coéquipiers et adversaires.
En 1969, il est choisi au troisième tour du repêchage amateur de la Ligue nationale de hockey (LNH) par les Kings de Los Angeles. Il est alors assigné aux Kings de Springfield, le club-école de la franchise californienne dans la Ligue américaine de hockey (LAH). Cette saison-là, Boddy et les Kings de la LAH se qualifient pour les finales de la Coupe Calder mais s'inclinent en 4 parties face aux Bisons de Buffalo. Échangé aux Canadiens de Montréal en fin de saison, il passe une seconde édition en LAH, cette fois-ci avec les Voyageurs de Montréal.
Un an plus tard, il est envoyé aux Canucks de Vancouver avec lesquels il fait ses débuts dans la ligue majeure. Donnant une bonne impression à l'encadrement, il joue à plein temps lors de l'édition 1972-1973. Après un exercice en demi-teinte, il retrouve sa position de cadre, réalisant sa saison la plus offensive avec 11 buts inscrits, soit autant qu'en cinq saisons professionnelles, et contribue à la première qualification des Canucks en séries où ils sont sortis dès leur entrée en lice par les Canadiens. Pour l'édition 1975-1976, il partage son temps avec les Oilers de Tulsa, l'équipe affiliée à Vancouver en Ligue centrale de hockey (LCH), et remporte avec eux la Coupe Adams, remise aux champions de la LCH.
N'étant plus titulaire en LNH, il tente sa chance dans la ligue rivale, l'Association mondiale de hockey (AMH). Au cours de la saison 1976-1977, il y porte les couleurs des Mariners de San Diego puis des Oilers d'Edmonton. Il part ensuite joueur dans la Ligue japonaise avant de mettre un terme à sa carrière en 1979.

## Statistiques
| Saison     | Équipe                 | Ligue      |     | Saison régulière | Saison régulière | Saison régulière | Saison régulière | Saison régulière |   | Séries éliminatoires | Séries éliminatoires | Séries éliminatoires | Séries éliminatoires | Séries éliminatoires |
| Saison     | Équipe                 | Ligue      | PJ  | B                | A                | Pts              | Pun              | PJ               | B | A                    | Pts                  | Pun                  |                      |                      |
| 1966-1967  | Oil Kings d'Edmonton   | LHOu       | 55  | 1                | 5                | 6                | 42               | 9                | 0 | 1                    | 1                    | 12                   |                      |                      |
| 1967-1968  | Oil Kings d'Edmonton   | LHOu       | 59  | 3                | 14               | 17               | 101              | 13               | 1 | 1                    | 2                    | 20                   |                      |                      |
| 1968-1969  | Oil Kings d'Edmonton   | LHOu       | 59  | 1                | 21               | 22               | 119              | 17               | 0 | 7                    | 7                    | 17                   |                      |                      |
| 1969-1970  | Kings de Springfield   | LAH        | 68  | 2                | 9                | 11               | 70               | 14               | 0 | 3                    | 3                    | 14                   |                      |                      |
| 1970-1971  | Voyageurs de Montréal  | LAH        | 63  | 0                | 17               | 17               | 108              | 3                | 0 | 0                    | 0                    | 0                    |                      |                      |
| 1971-1972  | Canucks de Vancouver   | LNH        | 40  | 2                | 5                | 7                | 45               |                  |   |                      |                      |                      |                      |                      |
| 1971-1972  | Americans de Rochester | LAH        | 28  | 2                | 6                | 8                | 77               |                  |   |                      |                      |                      |                      |                      |
| 1972-1973  | Canucks de Vancouver   | LNH        | 74  | 3                | 11               | 14               | 70               |                  |   |                      |                      |                      |                      |                      |
| 1973-1974  | Canucks de Vancouver   | LNH        | 53  | 2                | 10               | 12               | 59               |                  |   |                      |                      |                      |                      |                      |
| 1973-1974  | Totems de Seattle      | WHL        | 4   | 0                | 1                | 1                | 0                |                  |   |                      |                      |                      |                      |                      |
| 1974-1975  | Canucks de Vancouver   | LNH        | 72  | 11               | 12               | 23               | 56               | 3                | 0 | 0                    | 0                    | 0                    |                      |                      |
| 1975-1976  | Canucks de Vancouver   | LNH        | 34  | 5                | 6                | 11               | 33               |                  |   |                      |                      |                      |                      |                      |
| 1975-1976  | Oilers de Tulsa        | LCH        | 24  | 0                | 9                | 9                | 29               | 9                | 0 | 2                    | 2                    | 19                   |                      |                      |
| 1976-1977  | Mariners de San Diego  | AMH        | 18  | 1                | 2                | 3                | 19               |                  |   |                      |                      |                      |                      |                      |
| 1976-1977  | Oilers d'Edmonton      | AMH        | 46  | 1                | 17               | 18               | 41               | 4                | 1 | 2                    | 3                    | 14                   |                      |                      |
| 1977-1978  | Jūjō-Seichi            | Japon      |     |                  |                  |                  |                  |                  |   |                      |                      |                      |                      |                      |
| 1978-1979  | Jūjō-Seichi            | Japon      | 20  | 6                | 10               | 16               | 44               |                  |   |                      |                      |                      |                      |                      |
| Totaux LNH | Totaux LNH             | Totaux LNH | 273 | 23               | 44               | 67               | 263              | 3                | 0 | 0                    | 0                    | 0                    |                      |                      |
| Totaux AMH | Totaux AMH             | Totaux AMH | 64  | 2                | 19               | 21               | 60               | 4                | 1 | 2                    | 3                    | 14                   |                      |                      |

## Transactions
- Ligue nationale de hockey
  - 12 juin 1969 : sélectionné par les Kings de Los Angeles lors du repêchage amateur au troisième tour (27e choix au total) ;
  - 22 mai 1970 : échangé aux Canadiens de Montréal par les Kings de Los Angeles avec Léon Rochefort et Wayne Thomas en retour de Larry Mickey, Lucien Grenier et Jack Norris ;
  - 25 mai 1971 : échangé aux Canucks de Vancouver par les Canadiens en retour d'argent et du choix de troisième tour des Canucks lors du repêchage amateur 1971 (Jim Cahoon choisi).
- Association mondiale de hockey
  - 12 février 1972 : sélectionné par les Whalers de la Nouvelle-Angleterre lors du repêchage général ;
  - septembre 1976 : droits échangés aux Mariners de San Diego par les Whalers en retour d'argent ;
  - novembre 1976 : échangé aux Oilers d'Edmonton par les Mariners en retour de Larry Hornung.

## Trophées et honneurs personnels
- Ligue centrale de hockey
  - Champion de la Coupe Adams 1976 avec les Oilers de Tulsa